# James Clark McReynolds
Pour les articles homonymes, voir McReynolds.
James Clark McReynolds, né le 3 février 1862 à Elkton (Kentucky) et mort le 24 août 1946 à Washington, D.C., est un juriste et homme politique américain. Membre du Parti démocrate, il est procureur général des États-Unis entre 1913 et 1914 dans l'administration du président Woodrow Wilson puis juge de la Cour suprême entre 1914 et 1941. Il est connu pour ses positions conservatrices, opposées dans une large mesure à la législation conçue par Franklin Delano Roosevelt à l'occasion du New Deal.

## Biographie
Il obtient un Bachelor of Science de l'université Vanderbilt en 1882 avant de décrocher, deux ans plus tard, un diplôme de droit de la faculté de droit de l'université de Virginie. Il exerce le droit à Nashville pendant de nombreuses années et devient professeur de droit à l'université Vanderbilt de 1900 à 1903.
En 1903, il est nommé par le président Theodore Roosevelt assistant procureur général des États-Unis, un poste qu'il occupe jusqu'en 1907. Il reprend par la suite son activité de juriste dans le secteur privé. Le gouvernement fédéral a fait appel à ses compétences pour s'occuper des procédures, engagées du fait des lois antitrust, contre les entreprises comme le Tobacco Trust. En 1913, il est nommé procureur général des États-Unis par le président Woodrow Wilson ; il occupe cette fonction jusqu'en 1914, date à laquelle il est choisi pour être juge de la Cour suprême. Il y siège de 1914 à 1941 et meurt le 24 août 1946 à Washington.